# Hesira
Hesira, zvan Hesi, je bio drevni Egipćanin, koji je živio tijekom 3. dinastije.

## Etimologija
| r · D36 |

| V28 | W14 |

| M17 | M17 |

Hesiraovo ime sadrži ime boga Sunca Raa.

## Biografija
Hesira je bio liječnik i pisar, a živio je na dvoru faraona Džozera. Bio je i svećenik Mina, boga koji je davao plodnost zemlji, ali i ljudima.
Hesirini su naslovi bili "nadglednik kraljevskih pisara", "znan kralju" i "najveći od liječnika i zubara". Bio je član aristokracije i vrlo poštovana osoba.
Njegovo je znanje bilo dosta veliko u ono doba, a posebno se isticao kao zubar. Također, znao je prepoznati dijabetes, te je poliuriju shvatio kao nenormalno stanje.
Hesira je pokopan u mastabi u Sakari, sjeverno od Džozerove piramide. Njegova je mastaba ukrašena njegovim prikazima.